# Franziska Giffey
Franziska Giffey, nata Süllke (Francoforte sull'Oder, 3 maggio 1978), è una politica tedesca del Partito Socialdemocratico (SPD), sindaco di Berlino dal 2021 al 2023. È stata la prima donna a ricoprire questo incarico.
Dal 2018 al 2021 è stata ministro federale della famiglia, degli anziani, delle donne e della gioventù nel governo di Angela Merkel. Dall'aprile 2015 a marzo 2018 è stata sindaco del distretto berlinese di Neukölln.

## Biografia
Nata a Francoforte sull'Oder, nella Repubblica Democratica Tedesca, Giffey è cresciuta a Briesen nel circondario di Fürstenwalde. Dopo la sua Abitur (maturità) nel 1997, ha iniziato a studiare inglese e francese all'Università Humboldt di Berlino per diventare insegnante, ma ha dovuto lasciare la professione nel 1998 per motivi di salute. Successivamente ha studiato diritto amministrativo presso una Fachhochschule per la Pubblica Amministrazione a Berlino dal 1998 al 2001. Durante i suoi studi di laurea in gestione amministrativa europea dal 2003 al 2005, ha lavorato presso la rappresentanza tedesca all'Unione Europea a Bruxelles nel 2003 e all'Assemblea parlamentare del Consiglio d'Europa a Strasburgo nel 2005. Nel 2005, ha iniziato gli studi di dottorato presso la Libera Università di Berlino, conseguendo il dottorato nel 2010. La sua tesi, che contiene 119 passaggi plagiati, riguardava l'inclusione della società civile da parte della Commissione europea nel processo decisionale dell'UE.
Durante i suoi studi, ha lavorato come Commissario per gli Affari europei nell'amministrazione distrettuale di Neukölln dal 2002 al 2010.

### Attività politica
Ha aderito alla SPD nel 2007. Franziska Giffey è stata nominata nel settembre 2010 assessore del distretto berlinese di Neukölln, delegata per l'istruzione, la scuola, la cultura e lo sport.
È stata quindi sindaco di Neukölln, da aprile 2015 a marzo 2018.

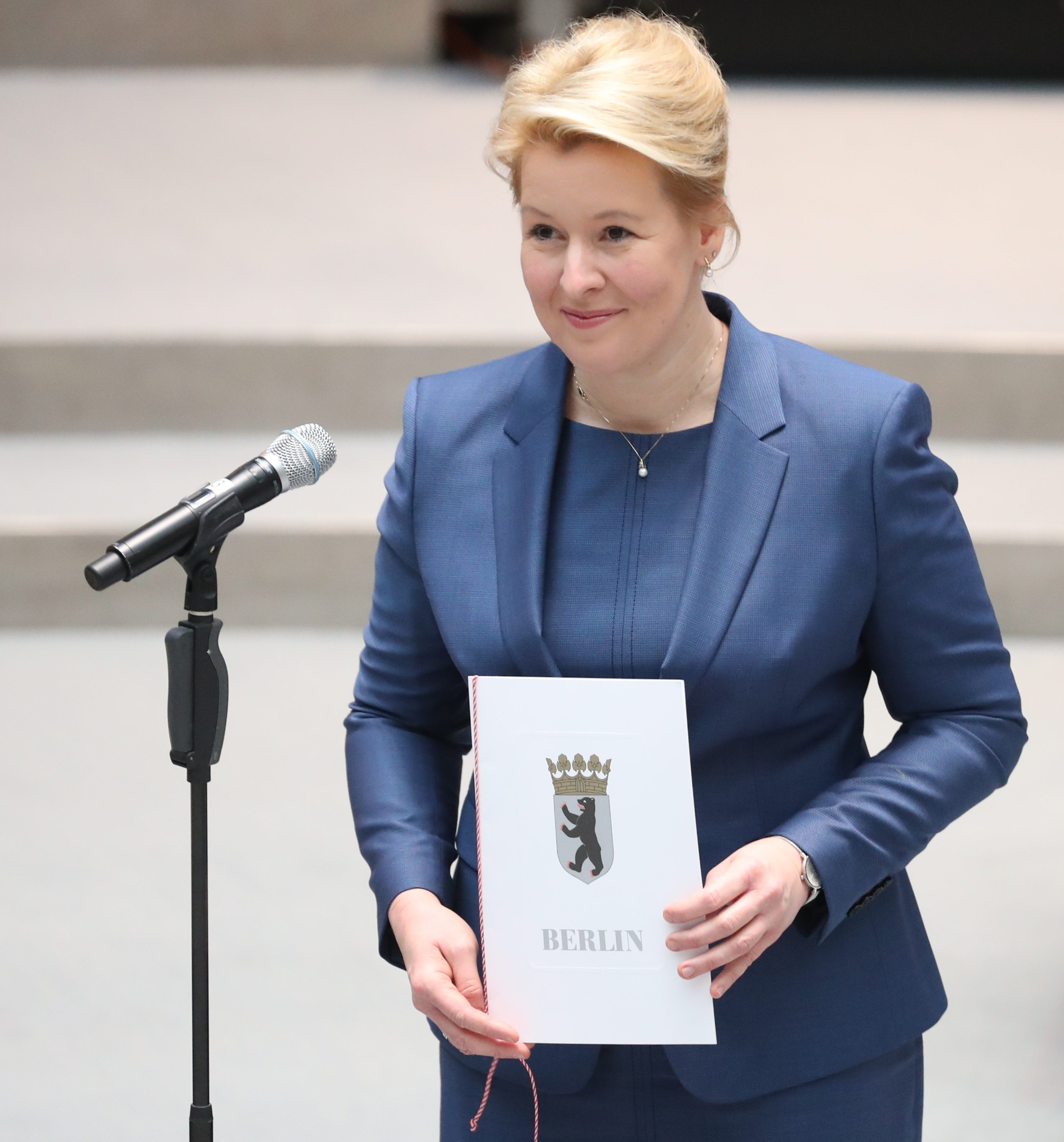
Giffey eletta sindaco di Berlino, dicembre 2021

Nel 2018 diviene ministro della famiglia, degli anziani, delle donne e della gioventù nel quarto governo Merkel.
Si è dimessa il 19 maggio 2021 in seguito alle accuse di aver plagiato la tesi del suo dottorato.
Nel dicembre 2020 è stata nominata segretaria del Partito Socialdemocratico di Berlino e indicata per le elezioni a sindaco del 26 settembre 2021, dove ottiene il 21,6%, e il primo posto nel collegio.

## Vita privata
Giffey è sposata con un veterinario dal 2009; la coppia ha un figlio. Suo nipote è il cestista Niels Giffey.